# Xavier Durrieu
Pour les articles homonymes, voir Durrieu.
Joseph Emmanuel Durrieu, né le 22 décembre 1814 à Castillon-en-Couserans et mort le 6 février 1868 à Barcelone, est un journaliste et homme politique français.

## Biographie
Après avoir étudié à Saint-Girons puis à Pamiers, bachelier à 17 ans, le député Pagès de l'Ariège le guidera dans les sphères intellectuelles de Paris. Journaliste, il est rédacteur au Siècle en 1839, puis rédacteur en chef au journal Le Temps en 1841, puis du Courrier français (d), tout en collaborant à la Revue de Paris et à la Revue des deux Mondes. Il est député de l'Ariège lors de l'assemblée nationale constituante (Deuxième République) de 1848 à 1849, siégeant à l'extrême gauche.
Il crée en 1851 La Révolution, un journal résolument anti-bonapartiste. Le lendemain du coup d'État du 2 décembre 1851, il fait paraître trois proclamations virulentes, dont une de Victor Hugo, qui déclencheront son arrestation avec sept rédacteurs de son journal. Condamné à la déportation à Cayenne, il sera seulement expulsé du territoire. Il collaborera au Times à Londres, puis s’installera en Espagne en 1854 où il deviendra riche après s’être lancé dans la finance. Il ne reviendra pas en France.